# Мельниченко Панас Кіндратович
Панас Кіндратович Мельниченко (22 липня 1923, село Лозуватка, тепер Новоархангельського району Кіровоградської області — 6 жовтня 2008, місто Москва) — радянський державний діяч, міністр медичної промисловості СРСР. Член Центральної Ревізійної комісії КПРС у 1976—1986 роках. Депутат Верховної Ради СРСР 10—11-го скликань. Кандидат фармацевтичних наук (1963).

## Життєпис
Народився в селянській родині.
У 1940—1941 роках — асистент, керуючий аптеки села Добровеличківка Кіровоградської області. Літом 1941 року евакуйований до Джамбульської області Казахської РСР.
У листопаді 1941—1944 роках — командир кулеметного взводу, командир роти, ад'ютант старшого стрілецького батальйону 454-го стрілецького полку 100-ї стрілецької дивізії, начальник штабу батальйону на Брянському і Волховському фронтах. Учасник німецько-радянської війни.
Член ВКП(б) з 1943 року.
У 1944—1945 роках — керуючий Кіровоградського обласного аптечного управління.
У 1945—1952 роках — керуючий Кам'янець-Подільського обласного аптечного управління.
У 1950 році закінчив заочно Одеський фармацевтичний інститут, провізор.
У 1952—1956 роках — начальник відділу аптечної мережі, заступник начальника Головного аптечного управління, в 1956—1959 роках — секретар партійного комітету Міністерства охорони здоров'я СРСР.
У 1959—1964 роках — директор Центрального аптечного науково-дослідного інституту.
У 1964—1968 роках — 1-й секретар Ленінського районного комітету КПРС міста Москви.
У 1968—1970 роках — завідувач відділу науки і вузів Московського міського комітету КПРС.
22 грудня 1970 — 30 травня 1975 року — заступник голови виконавчого комітету Московської міської ради народних депутатів.
22 травня 1975 — 21 листопада 1985 року — міністр медичної промисловості СРСР.
З листопада 1985 року — персональний пенсіонер союзного значення в Москві.
Помер 6 жовтня 2008 року. Похований в Москві на Троєкуровському цвинтарі.

## Нагороди і звання
- орден Жовтневої Революції
- орден Вітчизняної війни І ст.
- орден Трудового Червоного Прапора
- орден Червоної Зірки (16.08.1943)
- орден «Знак Пошани»
- орден Дружби (Чехословаччина)
- медалі